# El disco duro
El disco duro (anteriormente llamado King Daddy II) era un proyecto musical del artista boricua Daddy Yankee, el cual consistía en su sexto álbum de estudio y su disco número 14 de toda su trayectoria. Inicialmente fue programado para el año 2017, pero se fue retrasando hasta una última fijación para octubre del año 2020, quedando finalmente cancelado. Era la secuela del disco especial King Daddy el cual lanzó en el año 2013 para las plataformas digitales y que fue producido por Musicólogo & Menes quienes trabajaron con el artista desde el año 2007 hasta el 2014. Entre los artistas que participarían del álbum estaban Nicky Jam, Zion & Lennox, Brytiago, Pinto Picasso, Ozuna, Karol G, Natti Natasha, Plan B, Myke Towers, Darell, Bad Bunny, Anuel AA, Lito & Polaco, Wisin, Yandel, Pusho y otros artistas más por confirmar.

## Antecedentes y desarrollo
El disco duro (originalmente titulado King Daddy II: Elemento DY) es la secuela de su anterior trabajo King Daddy lanzado en octubre de 2013, que fue originalmente pensado para ser parte de la saga Imperio Nazza de sus exproductores Musicólogo & Menes, pero por el auge del disco se lanzó como un disco independiente. El álbum contó con 13 canciones completamente de reguetón y no tuvo casi nada de promoción, ya que para los encargados este disco era un regalo para los fanes del movimiento urbano. Pronto King Daddy se convirtió en el primer álbum digital en aparecer en el Billboard's Top Latin Albums y su principal sencillo, La Nueva y La Ex, recibió una gran cantidad de cobertura radiofónica en América Latina y en los Estados Unidos de América. Dos meses después del estreno del álbum, Daddy Yankee informó que iba a lanzar en el año 2014 una versión física con 15 canciones totalmente nuevas, el cual jamás vio la luz ya que el cantautor boricua comenzaría una gira por Europa.
El dúo de productores Musicólogo & Menes, también conocidos como Los De La Nazza quienes venían trabajando con Daddy Yankee desde el 2007, dejaron la compañía para dedicarse a crear música para los nuevos talentos, debido a esto Daddy Yankee decidió contratar a 3 nuevos productores: Nekxum, Oreoo Beatzzz y Fenndel (también llamados Convoy) para encargarse de la producción del nuevo disco y crear instrumentales. Por problemas de salud el productor Eduard Fenndel abandonó el conjunto y Oreoo Beatzzz decidió crear música trap para la nueva generación de artistas urbanos. Solo quedando Nekxum en el equipo, urgía a Daddy Yankee encontrar a productores de calidad para trabajar con él, siendo Chris Jeday y Gaby Music los elegidos. Ya habían lanzado varios temas juntos como Sígueme y te sigo, Vaivén, Nota de Amor junto a Wisin y Carlos Vives, Imaginándote junto a Reykon, por lo que no se dudó ni un minuto en firmarlos.
El álbum fue anunciado oficialmente a finales de 2014 con la promoción del sencillo Sábado rebelde junto a Plan B, publicado el 31 de octubre de 2014 y su vídeo el 23 de enero de 2015. Durante este mismo año el artista lanzó los sencillos Sígueme y te Sigo y Vaivén, ambos quedando en el número 1 de Billboard's Latin Rhythm Airplay Chart, alcanzando 14 veces el top.
Durante 2015 Daddy Yankee firmó a un nuevo artista llamado Brytiago para El Cartel Records, uniéndose a Pinto Picasso, Cochinola, Merk Montes y Anthony Martínez. Daddy yankee lo llama para hacer su debut profesional en el himno urbano Alerta roja, además de confirmar su presencia en un tema a dúo con El Cangri.
En 2015 se anunció un concierto especial de Daddy Yankee y Don Omar llamado The Kingdom en el Coliseo José Miguel Agrelot de Puerto Rico que se dividió en cuatro espectáculos entre el 3 y 6 de diciembre de 2015. La idea era mostrar a los fanáticos sus hits en su carrera y luego tener una batalla de rap, con la participación de Michael Buffer y Bruce Buffer. Los conciertos fueron producidos por Raphy Pina y su último show fue dedicado al hospital de niños en Puerto Rico dándoles el total de las ganancias de ese día. En 2016, The Kingdom se convirtió en una gira por Estados Unidos, a partir del 30 de julio en el Madison Square Garden de Nueva York y un show el 27 de agosto en el Staples Center de Los Ángeles. Después de los espectáculos se realizaron una serie de encuestas en línea sobre "¿Quién es el rey del reguetón?", la mayoría de ellos fueron conducidos por Daddy Yankee, quien ganó en las encuestas de Billboard y Telemundo, con 979 votos a favor y 663 en contra y de 900 031 a 774,115, respectivamente.
En cuanto a los premios, entre julio de 2015 y octubre de 2016, Daddy Yankee ganó 3 de 5 nominaciones por el favorito Artista Urbano: dos veces en los Premios Tu Mundo y una vez en los Premios de la Música de América Latina, por otra parte fue nominado dos veces en el Premios Juventud. Su sencillo Sígueme y te Sigo ganó un premio Latin American Music como Canción Urbana favorita y fue nominado para un premio Grammy Latino a la Mejor Canción Urbana y Mejor Actuación Urbana. También recibió un premio especial de Billboard de la Música Latina en el año 2016 por ser El Líder de la industria y fue nominado para el Latín Rhythm Songs, Artista del Año. Su base de fanes DYArmy fue también el ganador de dos Premios Tu Mundo por Fan Club del Año.

### Cambio de nombre
El artista le ha estado dando promoción a su nuevo álbum, pero no como King Daddy 2, si no como El disco duro el cual iba a ser el siguiente álbum de estudio luego de Prestige, lanzado en el año 2012.

### Cancelación
Si bien el disco estaba programado para salir en el año 2017, el cantante declaró en una entrevista en junio de ese año que sería pospuesto para priorizar el lanzamiento de sencillos, ya que estos generaban mayor rentabilidad que un álbum completo, sumado al enorme éxito de Despacito, canción en la que colaboró con Luis Fonsi. Durante los siguientes años, se lanzaron numerosos sencillos que formarían parte del álbum, a mira de lanzarse en el año 2020. Finalmente, sin ningún comunicado al respecto, el disco nunca fue lanzado y los sencillos que se estrenaron hasta 2019 fueron incluidos en un álbum recopilatorio llamado Con Calma y mis grandes éxitos. En marzo de 2022, tras haber anunciado su retiro, Daddy Yankee lanzó el álbum de estudio Legendaddy, que incluyó únicamente temas inéditos, dejando como sencillos sin álbum al resto de canciones lanzadas entre 2019 y 2021.

## Composición
«Sígueme y te sigo» es una canción de amor escrita por Daddy Yankee, Chris Jeday y Luis "Wichi" Ortiz Rivera, inspirada en las redes sociales pero no centrada en ellas, y mezcla reguetón con pop latino, incluido un riff de guitarra eléctrica.
«Vaivén» es una canción de moombahton escrita por Daddy Yankee, Luis "Wichi" Ortiz Rivera y el productor Chris Jeday.
«Shaky Shaky» es una canción de reguetón nacida como estilo libre a principios de diciembre de 2015, y luego fue grabada por el dúo de producción Los Evo Jedis.  Según Daddy Yankee, las voces principales se grabaron en una toma y la canción mezcla musicalmente los sonidos del reguetón de la vieja y la nueva escuela. La línea de bajo del teclado se basó en la del sencillo "Murder She Wrote" de Chaka Demus & Pliers, lanzado en 1992. También incluye una muestra repetitiva del relincho de un caballo de Mel y Tim "Good Guys Only Win in the Movies" (1970), que se hizo popular después de "Cypress Hill" en "Insane in the Brain" (1993).
«Otra Cosa» presenta a la cantante dominicana Natti Natasha y es una fusión entre el reguetón, el dancehall y la música moombahton escrita por Daddy Yankee, Natti Natasha y el productor puertorriqueño Haze. La letra aborda el mal de amores. El concepto de la canción fue llevado a Daddy Yankee por Haze y Natti Natasha para ser incluido en la lista de canciones de La Super Fórmula, un álbum de estudio de Pina Records de varios artistas.

## Producción
La primera sesión de grabación conocida para El Disco Duro con los productores Chris Jeday y Gaby Music se llevó a cabo en diciembre de 2014.  La última sesión conocida se llevó a cabo en mayo de 2017 con la grabación de la canción "Percocet". La grabación se reanudó a mediados de octubre de 2016 con Daddy Yankee y la cantante dominicana Natti Natasha grabando el sencillo «Otra cosa» para el próximo álbum de estudio de Pina Records La Super Fórmula. Sin embargo, Daddy Yankee logró incluir la canción en El Disco Duro durante diciembre de 2016.  El 21 de febrero de 2017, Daddy Yankee subió una imagen a su cuenta oficial de Instagram escuchando el álbum.
Los estudios donde se grabó el álbum incluyen Yankee en los Estudios de El Cartel en Santurce, San Juan, Puerto Rico, Music Capos Studios en Puerto Rico, Criteria Studios en Miami, Florida, Estados Unidos, y Master House Studios en Doral, Florida.
«Sígueme y te sigo» se mezcló en El Cartel Studios en febrero de 2015. Chris Jeday realizó la prueba de sonido para «Vaivén» en Music Capos Studios a principios de agosto de 2015. La canción Más tarde se mezcló en Criteria Studios y en El Cartel Studios el mismo mes. 

## Promoción
Daddy Yankee confirmó el 26 de octubre de 2016 durante una reunión con la aptitud de Zumba, su creador Beto Pérez en Pina Récords que el album iba a salir en octubre de 2017.
Sin embargo, Daddy Yankee dio a conocer en una entrevista de que no ha lanzado su álbum ya que él ha visto como ir sacando sencillo tras sencillo le ha funcionado muy bien y al final cuando haya sacado todas las canciones las recopilara y así lanzará oficialmente su álbum El disco duro. El álbum terminó siendo cancelado y gran parte de los sencillos fueron lanzados en un disco compilatorio, mientras que otros temas fueron lanzados como sencillos sin álbum o terminaron sin publicarse oficialmente.

### Sencillos
- «Sígueme y te sigo» fue lanzado como el segundo sencillo el 12 de marzo de 2015. Es una canción escrita por Daddy Yankee, Chris Jeday y Luis "Wichi" Ortiz Rivera, inspirada en las redes sociales, pero no está centrada en ellas, y se mezcla el reguetón con el pop latino, incluyendo una riff de guitarra eléctrica.[35] Alcanzó el puesto #1 en la lista Latin Airplay de Billboard el 23 de mayo de 2015.[36]

- «Vaivén» fue lanzado como el tercer sencillo el 17 de septiembre de 2015. Alcanzó el puesto #1 en la lista Latin Airplay de Billboard el 23 de enero de 2016. Su vídeo lyric fue lanzado junto con el sencillo a través del canal oficial de YouTube de Daddy Yankee y superó los 65 millones de visitas junto al audio oficial. La canción fue nominada para un Premio Internacional Dance Music a la mejor pista latina de baile.[37]

- «Shaky Shaky» fue lanzado como el cuarto sencillo el 8 de abril de 2016. La canción nació como un estilo libre durante principios de diciembre de 2015, bajo la producción de su ex DJ y productor DJ Urba junto a su nuevo compañero Rome ambos llamados los Evo Jedis.[38] La canción alcanzó el #1 en la lista Hot Latin Songs de Billboard, Tropical Songs y Latin Songs. Se convirtió en su cuarta canción #1 en Hot Latin Songs y el primero desde febrero de 2013.[39]
- «La rompe corazones» fue lanzado como el quinto sencillo el 6 de enero de 2017, contando con la colaboración de Ozuna y producido por Chris Jeday y Gaby Music.
- «Dura» fue lanzado el 19 de enero de 2018 y fue producido por Urba & Rome "Los Evo Jedis".
- «Hielo» fue lanzado el 18 de mayo de 2018 y fue producido por Gaby Music.
- «Adictiva» fue lanzado el 9 de noviembre de 2018, fue producido por Chris Jeday y Gaby Music y cuenta con la participación del cantante Anuel AA.
- «Con Calma» fue lanzado el 24 de enero de 2019 y fue producido por Play-N-Skillz. Se trata de un cover de la canción Informer del cantante canadiense Snow, quien también participa en el sencillo.
- «Si Supieras» fue lanzado el 28 de junio de 2019 y fue producido por Luny Tunes, Tainy y Predikador. Cuenta con la colaboración del dúo Wisin & Yandel.[40]
- «Que Tire Pa' Lante» fue lanzado el 18 de octubre de 2019 y fue producido por Urba & Rome "Los Evo Jedis". Cuenta con cameos de otros artistas como Bad Bunny, Lennox, Anuel AA, Wisin y Natti Natasha.[41]

### Otros sencillos
- «Sábado rebelde» junto a Plan B fue lanzado como sencillo promocional el 31 de octubre de 2014. Cuenta con la participación del dúo Plan B, su vídeo musical fue dirigido por la empresa 36 Grados y fue filmada en Medellín, Colombia, recreando un club nocturno con más de un centenar de modelos.[42] Fue lanzado oficialmente el 23 de enero de 2015 y tiene actualmente más de 200 millones de visitas.
- «Alerta roja» fue lanzada como una canción promocional en el cumpleaños de Daddy Yankee el 3 de febrero de 2016 como un regalo para sus fanáticos.  El concepto de la canción era incluir a algunos de los artistas urbanos latinos más populares.[43] Cantantes Osmani García y J Álvarez (cubanos y puertorriqueños, respectivamente) fueron originalmente artistas invitados pero sus versos no se incluyeron en la canción. J Álvarez declaró no saber que estaba fuera de sí y manifestó su enojo con Daddy Yankee a través de sus redes sociales.[44] Dos semanas después, Álvarez dijo que no estaba al tanto del concepto de la canción y que su ira fue causada por un malentendido.[45]
- «Otra cosa» fue lanzado como sencillo promocional el 9 de diciembre de 2016 y presenta a Natti Natasha. La canción fue lanzada como el primer sencillo del próximo álbum de estudio de Pina Records, La Súper Fórmula, pero Daddy Yankee logró incluirlo también en El Disco Duro.[30] El sencillo alcanzó su punto máximo en el número 21 en la lista de Hot Latin Songs de Estados Unidos.[46]
- «La rompe corazones» fue lanzado como un sencillo promocional el 6 de enero de 2017, alcanzó su punto máximo en el número 12 en la lista de canciones latinas de los Estados Unidos el 22 de julio de 2017.[46] Internacionalmente, el sencillo alcanzó el número 2 en Perú, en el número 8 en España y México, y en el número 11 en Paraguay. Fue certificado 2 × platino por PROMUSICAE y oro por CAPIF.[47]
- «Hula Hoop» fue lanzado como un sencillo promocional el 3 de marzo de 2017, originalmente grabado exclusivamente para Zumba Fitness.[48] La canción se basó en el gancho "hula hoop" del remix de "Shaky Shaky" de Daddy Yankee, Nicky Jam y Plan B.[49] Alcanzó el puesto número 30 en la lista de canciones latinas de Estados Unidos el 25 de marzo de 2017.[46] Internacional, alcanzó el número 9 en Chile, el número 18 en Venezuela, el número 20 en Colombia y el número 75 en España.[50]

## Premios
| Año  | Canción             | Premio                                                         | Resultado | Ref.   |
| ---- | ------------------- | -------------------------------------------------------------- | --------- | ------ |
| 2015 | "Sígueme y te sigo" | Latin AMA's por Canción Urbana Favorita                        | Ganador   | [ 51 ] |
| 2015 | "Sígueme y te sigo" | Latin Grammy: Mejor canción Urbana                             | Nominado  | [ 52 ] |
| 2015 | "Sígueme y te sigo" | Latin Grammy: Mejor actuación urbana                           | Nominado  | [ 52 ] |
| 2016 | "Vaivén"            | International Dance Music Award por Mejor Canción Dance latina | Nominado  | [ 53 ] |
| 2016 | "Sígueme y Te Sigo" | ASCAP Por canción urbana favorita                              | Ganador   | [ 54 ] |

## Vídeos
- Sábado rebelde junto a Plan B. Dirigido por 36 Grados : Publicado el 23 de enero de 2015, Actualmente cuenta con 200 956 719 millones de visitas[55]
- Sígueme y te sigo. Dirigido por Jessy Terrero: Publicado el 8 de mayo de 2015, Actualmente cuenta con 442 423 726 millones de visitas[56]
- Shaky, Shaky. Dirigido por Marlon P: Publicado el 14 de julio de 2016, Actualmente cuenta con 1 013 284 792 mil millones de visitas[57]